# Incilius mazatlanensis
Incilius mazatlanensis är en groddjursart som först beskrevs av Taylor 1940.  Incilius mazatlanensis ingår i släktet Incilius och familjen paddor. IUCN kategoriserar arten globalt som livskraftig. Inga underarter finns listade i Catalogue of Life.